# Eckhard von Schack
Eckhard Heinrich von Schack (* 6. März 1879 in Stendal; † 10. September 1961 in Ludwigsburg) war ein deutscher Diplomat.

## Leben
Eckhard von Schack stammte aus dem Adelsgeschlecht Schack. Er studierte Jura und wurde 1906 mit der Dissertation Das Inkassomandatindossament unter besonderer Berücksichtigung der §§ 43, 46 KO an der Universität Leipzig zum Dr. jur. promoviert. 1909 wurde er Gerichtsassessor an der Staatsanwaltschaft Hamburg. 1910 trat er in das Auswärtige Amt ein und war zunächst 1912 Vizekonsul in New York., anschließend Vizekonsul am Generalkonsulat San Francisco, wo er im Januar 1917 und 1918 wegen erwiesener Spionagetätigkeit und der Verletzung der Neutralität von der US-Justiz zu einer Zuchthausstrafe verurteilt wurde. Der deutsche Generalkonsul Franz Bopp und Vizekonsul Eckhard von Schack sowie der Gehilfe des Militärattachés Wilhelm von der Brincken hatten einen Spionage- und Sabotagering in den USA und Kanada errichtet und mehrere Personen dazu angestiftet, Kriegsmaterialtransporte nach Großbritannien zu stören. 1920 wurde er entlassen. Des Weiteren unternahmen sie Vorbereitungen zur Sprengung von Verkehrs- und Sammelpunkten von Einsatzkräften der Armee und Konzentrationspunkte für Rüstungstransporte.
1923 wurde er wieder in den diplomatischen Dienst eingegliedert und wurde 1925 Gesandtschaftsrat in Warschau. 1926 wurde er Legationssekretär, 1928 Vortragender Legationsrat. 1932 war er in der Abt. IV, Ref. 3 (Skandinavien und Randstaaten) tätig. 1934 wurde er Gesandter in Riga, Lettland, und 1938 außer Dienst gestellt. Von 1939 bis 1944 war er kommissarisch im AA tätig.
Von Schack war Eigentümer des Schutzforstes Schreibendorf im Kreis Landeshut in Schlesien.
Von Schack heiratete am 2. April 1914 in München Margarete von Cölln; aus der Ehe stammte der Sohn Eckhard Karsten von Schack (1923–2009).